# Douglas DC-7
El Douglas DC-7 es un avión de fabricación estadounidense producido por Douglas Aircraft Company entre 1953 y 1958. Fue el mayor avión de transporte propulsado por motores de pistón construido por Douglas, y apareció apenas unos años antes de la irrupción de reactores como el Boeing 707 y el Douglas DC-8. Se fabricaron 338 unidades, de las cuales 40 permanecen actualmente en servicio.

## Desarrollo y diseño
En un principio, el DC-7 era un encargo que Pan American World Airways hizo a Douglas en 1945 para construir una versión civil del transporte militar C-74 Globemaster, sin embargo el proyecto sería cancelado poco tiempo después.
American Airlines retomó el nombre cuando solicitó una versión de mayor alcance del DC-6 para sus servicios transcontinentales. En esos momentos, el Lockheed Constellation era el único avión capaz de realizar un vuelo de ida y vuelta de costa a costa sin escalas. Douglas se mostró reticente a comenzar los trabajos hasta que American Airlines realizó un pedido en firme de 25 unidades por 40 millones de dólares, cantidad que cubría los costes de desarrollo.
El prototipo voló por primera vez en mayo de 1953, y American recibió su primer DC-7 en noviembre, momento en que inauguró el primer servicio de costa a costa sin escalas (8 horas de vuelo). Esto forzó a su rival, Trans World Airlines, a ofrecer un servicio similar con algunos de sus Super Constellation. Ambas aeronaves, sin embargo, se caracterizaban por la poca fiabilidad de sus motores, de manera que muchos de estos largos vuelos acababan desviados por problemas durante el viaje.
Los primeros DC-7 solamente fueron vendidos a compañías estadounidenses. Como a las aerolíneas europeas no les suponía una gran ventaja el alcance de esos primeros DC-7, Douglas presentó en 1956 una variante de mayor radio, el DC-7C. Esta variante se caracterizaba por una mayor capacidad de combustible, la reducción de la resistencia inducida y un menor ruido en cabina, gracias al reposicionamiento hacia fuera de los motores. El fuselaje, que ya había sido alargado en 1 metro respecto del DC-6, contaba con un suplemento que daba al DC-7C una longitud total de 34,21 m. Pan Am utilizó DC-7C en sus primeros vuelos Nueva York-Londres sin escalas, forzando a la compañía británica BOAC a hacerse con algunas unidades del modelo, incluso antes de recibir los Bristol Britannia ya solicitados. El DC-7C también triunfó en otras compañías europeas como SAS, que lo utilizó para sus servicios a Norteamérica y Asia a través del Polo Norte. Sin embargo, pocos años después las ventas del DC-7C cayeron notablemente con la aparición del Boeing 707 y el Douglas DC-8.
Desde 1959, Douglas estuvo transformando DC-7A y DC-7C en cargueros DC-7F, operación que permitía alargar la vida útil de aparatos que ya habían operado como aviones de pasajeros.

### Pedidos y producción
| Aerolínea                            | DC-7 | DC-7B | DC-7C | Notas                                            |
| ------------------------------------ | ---- | ----- | ----- | ------------------------------------------------ |
| Alitalia                             | —    | —     | 6     |                                                  |
| American Airlines                    | 34   | 24    | —     |                                                  |
| British Overseas Airways Corporation | —    | —     | 10    |                                                  |
| Braniff International                | —    | —     | 7     |                                                  |
| Continental Air Lines                | —    | 5     | —     |                                                  |
| Delta Air Lines                      | 10   | 10    | —     |                                                  |
| Eastern Air Lines                    | —    | 49    | —     |                                                  |
| Iran Air                             | —    | —     | 1     |                                                  |
| Japan Air Lines                      | —    | —     | 4     |                                                  |
| KLM                                  | —    | —     | 15    |                                                  |
| Mexicana                             | —    | —     | 4     |                                                  |
| National Airlines                    | 4    | 4     | —     |                                                  |
| Northwest Orient Airlines            | —    | —     | 14    |                                                  |
| Panagra                              | —    | 6     | —     |                                                  |
| Pan American World Airways           | —    | 6     | 27    |                                                  |
| Panair do Brasil                     | —    | —     | 2     |                                                  |
| Persian Air Services                 | —    | —     | 2     |                                                  |
| Sabena                               | —    | —     | 10    | 3 alquilados                                     |
| Scandinavian Airlines System         | —    | —     | 14    |                                                  |
| South African Airways                | —    | 4     | —     |                                                  |
| Swissair                             | —    | —     | 5     |                                                  |
| Transports Aériens Intercontinentaux | —    | —     | 4     |                                                  |
| United Air Lines                     | 57   | —     | —     | 2 perdidos en colisiones aéreas                  |
| Douglas Aircraft                     | —    | 2     | —     | Dados de baja antes de la entrega                |
| Douglas Aircraft                     | —    | 1     | —     | Prototipo del DC-7B entregado a Delta Air Lines  |
| Douglas Aircraft                     | —    | —     | 1     | Prototipo del DC-7C entregado a Panair do Brasil |
| Subtotal                             | 102  | 111   | 122   | Total: 338                                       |

## Variantes
DC-7
Variante de producción, 105 construidos.
DC-7B
Primera variante de largo alcance, con peso cargado incrementado y capacidad de combustible máxima aumentada, la mayoría con combustible adicional en depósitos conformados mediante la extensión de las góndolas motoras, aunque no todos los aviones tenían dicha capacidad adicional de combustible, 112 construidos.
DC-7C Seven Seas
Variante mejorada de largo alcance con capacidad trasatlántica sin escalas, motores mejorados R-3350 de 3400 hp (2540 kW) y capacidad de combustible aumentada principalmente en alas más largas, 121 construidos.
DC-7D
Variante no construida con motores turbohélice Rolls-Royce Tyne.
DC-7F
Conversión de carga de las tres variantes, con dos grandes puertas de carga.

## Operadores

### Aerolíneas
Entre los operadores históricos del DC-7 se incluyen Alitalia, American Airlines, BOAC, Braniff Airways, Caledonian Airways, Delta Air Lines, Eastern Air Lines, Emirates, Japan Airlines, KLM, Mexicana, National Airlines, Northwest Orient, Panair do Brasil, Pan American World Airways, Sabena, SAS, Swissair, THY y United Airlines.
Hoy en día, la mayor parte de los DC-7 tienen su base en el oeste de los Estados Unidos, y son utilizados en la extinción de incendios forestales, quedando algunas unidades que realizan servicios de carga. Debido a sus problemas de motores, el DC-7 no alcanzó la longevidad del DC-6, que todavía es utilizado por algunos operadores comerciales.

### Operadores militares
Colombia
- Fuerza Aérea Colombiana

 Francia
- Fuerza Aérea Francesa

 México
- Fuerza Aérea Mexicana

 Rodesia
- Fuerza Aérea de Rodesia

## Especificaciones (DC-7)

### Características generales
- Tripulación: 3 o 4
- Capacidad: Entre 99 y 105 pasajeros
- Longitud: 37 m
- Envergadura: 42 m
- Altura: 10,5 m
- Superficie alar: 152 m²
- Peso vacío: 33005 kg
- Peso máximo al despegue: 65000 kg
- Planta motriz: 4× motor radial de 18 cilindros en doble fila, sobrealimentado y refrigerado por aire, Wright R-3350-18EA1 Turbo-Compound.[4].
  - Potencia: 2535 kW (3495 HP; 3447 CV) cada uno.

### Rendimiento
- Velocidad crucero (Vc): 578 km/h
- Alcance: 7410 km (7A) / 9070 km (7C) (4605 millas (7A) / 5635 millas (7C))
- Radio de acción: km
- Alcance en combate: km
- Alcance en ferry: km
- Techo de vuelo: 7620 m (25 000 ft)
- Régimen de ascenso: 5,3 m/s (1043 ft/min)
- Potencia/peso: 160 W/kg

### Desarrollos relacionados
- Douglas DC-7B N836D
- DC-4
- DC-6

### Aeronaves similares
- Lockheed L-049 Constellation
- Lockheed L-749 Constellation
- Lockheed L-1049 Super Constellation
- Lockheed L-1649 Starliner
- Boeing 377
- Bristol Britannia

### Secuencias de designación
- Aviones comerciales de Douglas Aircraft Company: Dolphin - DC-1 - DC-2 - DC-3 - DC-4 - DC-4E - DC-5 - DC-6 - DC-7 - DC-8 - DC-9 - DC-10